# Takafumi Ogura
Pour les articles homonymes, voir Ogura.
Takafumi Ogura (小倉 隆史, Ogura Takafumi), né le 6 juillet 1973 à Suzuka (Mie), est un footballeur japonais des années 1990 et 2000.

## Biographie
En tant qu'attaquant, Takafumi Ogura joua à cinq reprises en équipe nationale pour un but inscrit.
Il participa à la Kirin Cup 1994. Il inscrit son seul et unique but à la 78e minute à Bernard Lama, gardien français, match qui se solda par une défaite japonaise (1-4).
Il joua dans différents clubs nationaux (Nagoya Grampus Eight, JEF United Ichihara Chiba, Tokyo Verdy 1969, Consadole Sapporo et Ventforet Kōfu) et eut une expérience en D2 hollandaise (Excelsior Rotterdam). Il remporta deux coupes du Japon ainsi qu'une supercoupe du Japon.

## Palmarès
- Supercoupe du Japon
  - Vainqueur en 1996
- Championnat du Japon de football
  - Vice-champion en 1996
- Coupe du Japon de football
  - Vainqueur en 1995 et en 1999
- Coupe d'Asie des vainqueurs de coupe
  - Finaliste en 1997

## Parcours d'entraineur
- jan.2016- aout 2016 :  Nagoya Grampus